# Matang Reuleut
Matang Reuleut is een bestuurslaag in het regentschap Bireuen van de provincie Atjeh, Indonesië. Matang Reuleut telt 623 inwoners (volkstelling 2010).